# Macrosiphum euphorbiae
Macrosiphum euphorbiae är en insektsart som först beskrevs av Thomas 1878.  Macrosiphum euphorbiae ingår i släktet Macrosiphum och familjen långrörsbladlöss. Arten är reproducerande i Sverige. Inga underarter finns listade i Catalogue of Life.